# فرد والش
فرد والش (بالإنجليزية: John Walsh)‏ هو سياسي أسترالي وبريطاني (وحمل سابقاً جنسية المملكة المتحدة لبريطانيا العظمى وأيرلندا)، ولد في 21 أبريل 1893، وتوفي في 29 أبريل 1968. حزبياً، نشط في حزب العمال الأسترالي (فرع جنوب أستراليا) ‏. وقد انتخب عضو مجلس النواب جنوب أستراليا من الجمعية عن دائرة Electoral district of West Torrens ‏ وقد انضم خلال فترته النيابية (3 مارس 1956 – 5 مارس 1965) للكتلة البرلمانية حزب العمال الأسترالي (فرع جنوب أستراليا) ‏ وانتخب عضو مجلس النواب جنوب أستراليا من الجمعية عن دائرة Electoral district of Thebarton ‏ وقد انضم خلال فترته النيابية (12 ديسمبر 1942 – 2 مارس 1956) للكتلة البرلمانية حزب العمال الأسترالي (فرع جنوب أستراليا) ‏.